# Клітоцибе знебарвлений
Клітоцибе знебарвлений, вибілений (Clitocybe dealbata (Sow. ex Fr.) Kumm.) — отруйний гриб з родини трихоломових — Tricholomataceae.

## Назва
В англійській мові називається англ. sweating mushroom — «гриб потогінний», що походить із симптомів його отруєння.

## Будова
Шапка 1,5-4(6) см у діаметрі, опукло-, потім увігнуторозпростерта або майже лійкоподібна, біла, іноді згодом жовтувато- або коричнювато-біла, гола, суха, при зволоженні клейкувата. Пластинки кольору шапки, трохи спускаються на ніжку. Спорова маса біла, при підсиханні жовтіє. Спори гладенькі, (4) 5-6 Х 3-4 мкм. Ніжка 2-3(4) Х 0,3-0,6 см, щільна, до основи часто звужена, волокнисто-білоповстиста. М'якуш білий, щільний, на смак приємний, із слабким запахом борошна.

## Поширення та середовище існування
Поширений по всій Україні. Росте групами у лісах на галявинах, на трав'янистих місцях (часом біля верб), на полях, луках, пасовищах; у вересні — листопаді.

## Практичне використання
Дуже небезпечний отруйний гриб. Містить мускарин. При вживанні його в їжу спричиняє отруєння, часом смертельне.